# Georg Mathias Stinnes
Georg Mathias Stinnes (* 21. Mai 1817 in Mülheim an der Ruhr; † 13. April 1853 ebenda) war ein deutscher Kaufmann und Reeder.

## Leben und Wirken
Georg Mathias Stinnes, auch Mathias Stinnes junior oder – im Volksmund – „das Mathisken“ genannt, wuchs als ältester Sohn des Kaufmanns und Firmengründers Mathias Stinnes (1790–1845) und dessen Frau Anna Springmann (1789–1831) in Mülheim an der Ruhr auf. Nach dem Tod des Vaters übernahm er 1845 die Leitung der familieneigenen Kohlen-Handelsfirma und Reederei. Das zu diesem Zeitpunkt noch blühende Unternehmen litt bald unter den Wirren der Märzrevolution 1848/49. Vor dem Hintergrund einer Liquiditätskrise wandelte Stinnes mit Zustimmung seiner Gläubiger die Firma in eine Aktiengesellschaft um und befriedigte seine Geldgeber mit der Überlassung von Aktien. Innerhalb der nächsten 12 Jahre gelang es dann der Familie Stinnes, sämtliche Aktien zurückzukaufen. 1860 wurde die Aktiengesellschaft wieder aufgelöst und die Firma in den Familienbesitz zurückgeführt. Dies erlebte Georg Mathias Stinnes jedoch nicht mehr, da er bereits 1853 im Alter von 35 Jahren verstarb. Neuer Geschäftsführer der Firma Mathias Stinnes wurde sein jüngerer Bruder Johann Gustav.

## Ehe und Kinder
Am 6. September 1845 heiratete er Eleonore Weuste (1819–1895), Tochter des Mülheimer Bürgermeisters Christian Weuste. Aus der Ehe gingen zwei Töchter hervor:
- Marie (1848–1939)
- Helene (1850–1922)